# El Général
El Général, egentligen Hamada Ben Amor, är en tunisisk rappare. Han blev känd under jasminrevolutionen då hans musik spelades av demonstranterna.